# Makro
Makro és una cadena de botigues d'autoservei de vendes al major. Fundada el 31 de març del 1968 a Amsterdam, Països Baixos. Makro durant els anys següents va obrir sucursals a la resta dels països europeus. El 1970 i 1980 amplià el seu negoci a Amèrica i Àsia. No obstant això tancà les sucursals a Amèrica del Nord. Les botigues Makro no són obertes per al públic en general, sinó per aquells que es registrin en el sistema de Makro i tinguin el seu carnet. Les botigues Makro serveixen generalment a sectors com hotels, restaurants i càtering (fins i tot en Makro Mail hi ha una secció que s'hi dedica). Forma part del consorci alemany Metro Group. En l'actualitat Makro té obertes més de 500 botigues a quatre continents; això fa que l'empresa majorista més gran del món (La facturació total del grup Metro va ser de 60 mil milions d'euros el 2006). La facturació de Makro durant l'any 2007 va ser 31,7 milers de milions d'euros. Makro ven aliments i productes no alimentaris, generalment situats en diferents seccions de la botiga, els quals s'exposen en el seu Makro Mail de circulació quinzenal.

## Presència internacional
Actualment hi ha centres Makro a Europa, Àsia, Africa, Amèrica del Nord i Amèrica del Sud.